# Plagianthus divaricatus
Plagianthus divaricatus (Engels: saltmarsh ribbonwood, Maori: makaka) is een plantensoort uit de kaasjeskruidfamilie (Malvaceae). Het is een bossige en verwarde struik met wijdhoekige dunne twijgen waaraan kleine en zeer smalle trossen bladeren groeien. Deze bladeren zijn 5 tot 20 millimeter lang en 0,5 tot 2 millimeter breed. Aan de struik groeien kleine hangende bloemen, waaruit een droge capsulevormige vrucht komt.
De soort komt voor in Nieuw-Zeeland en op de Chathameilanden. Hij groeit daar langs de kust in gebieden met zoutmoerassen, zandbanken en in estuaria.